# Into a Secret Land
Into a Secret Land — третий студийный альбом немецкой певицы Сандры, выпущенный 24 октября 1988 года.

## Об альбоме
В начале 1988 года Сандра вышла замуж за Михаэля Крету, продюсера её альбомов, и переехала с ним и всей группой на испанский остров Ибица, где они открыли студию звукозаписи. Автор песен Хуберт Кеммлер, более известный под творческим псевдонимом Hubert Kah, выступил соавтором всех треков альбома. Кроме него в написании большинства песен, приняли также сам Крету и музыканты группы Кеммлера: Маркус Лёр и Клаус Хиршбургер. Также определённый вклад в создание материала внесли клавишник Сандры Франк Петерсон, Уве Гронау и Михаэль Хёинг из Fabrique, Матс Бьёрклунд и Сюзанна Мюллер-Пи.
Into a Secret Land вошёл в десятку лучших в Швейцарии и Финляндии, а также в топ-20 в Западной Германии, Австрии и Норвегии. Он получил платиновый статус во Франции и Швейцарии и остаётся одним из самых продаваемых альбомов Сандры.
Альбом сопровождался четырьмя синглами: «Heaven Can Wait» и «Secret Land» в 1988 году, за которыми последовали «We’ll Be Together» и «Around My Heart» в 1989 году. Все четыре сингла попали в топ-10 или топ-20 в рейтинге многочисленных европейских чартов. «La vista de luna» был выпущен как промо-сингл в Испании в 1989 году.

## Список композиций
| №  | Название             | Текст песни                                        | Музыка                                                    | Длительность |
| -- | -------------------- | -------------------------------------------------- | --------------------------------------------------------- | ------------ |
| 1. | «Secret Land»        | Сюзанна Мюллер-Пи, Клаус Хиршбургер, Михаэль Хёинг | Уве Гронау, Хуберт Кеммлер, Михаэль Крету, Матс Бьёрклунд | 4:45         |
| 2. | «We’ll Be Together»  | Клаус Хиршбургер, Хуберт Кеммлер                   | Хуберт Кеммлер, Маркус Лёр, Сандра Крету                  | 4:10         |
| 3. | «Heaven Can Wait»    | Клаус Хиршбургер, Михаэль Крету                    | Хуберт Кеммлер, Михаэль Крету, Маркус Лёр                 | 4:04         |
| 4. | «Just Like Diamonds» | Клаус Хиршбургер, Хуберт Кеммлер                   | Хуберт Кеммлер, Михаэль Крету, Маркус Лёр                 | 5:40         |

| №                   | Название              | Текст песни                                        | Музыка                                                 | Длительность |
| ------------------- | --------------------- | -------------------------------------------------- | ------------------------------------------------------ | ------------ |
| 1.                  | «Around My Heart»     | Клаус Хиршбургер, Хуберт Кеммлер                   | Хуберт Кеммлер, Маркус Лёр, Сёр Отто’с, Франк Петерсон | 3:18         |
| 2.                  | «Crazy Juliet»        | Клаус Хиршбургер                                   | Хуберт Кеммлер, Михаэль Крету, Маркус Лёр              | 4:11         |
| 3.                  | «La Vista De Luna»    | Клаус Хиршбургер, Михаэль Крету, Сюзанна Мюллер-Пи | Михаэль Крету, Хуберт Кеммлер                          | 3:44         |
| 4.                  | «Celebrate Your Life» | Клаус Хиршбургер, Хуберт Кеммлер                   | Хуберт Кеммлер                                         | 3:28         |
| 5.                  | «Children of England» | Клаус Хиршбургер, Хуберт Кеммлер                   | Хуберт Кеммлер, Маркус Лёр                             | 3:58         |
| Общая длительность: | Общая длительность:   | Общая длительность:                                | Общая длительность:                                    | 37:18        |

## Участники записи и технический персонал
Приведены по сведениям базы данных Discogs:
- Сандра — ведущий вокал
- Михаэль Крету — продюсирование, сведение
- Франк Петерсон — сведение
- Хуберт Кеммлер — бэк-вокал
- Майк Шмидт — дизайн обложки
- Пепе Ботелла — фотография
- Дагмар Шварц — стилист

## Позиции в хит-парадах
| Хит-парад (1988)                    | Высшая позиция | Длительность пребывания |
| ----------------------------------- | -------------- | ----------------------- |
| Австрия (Ö3 Austria)                | 13             | 14 недель               |
| Европа (European Top 100 Albums)    | 30             | нет данных              |
| Норвегия (VG-lista)                 | 18             | 2 недели                |
| Финляндия (Suomen virallinen lista) | 10             | 5 недель                |
| Франция (IFOP)                      | 14             | 36 недель               |
| ФРГ (Offizielle Top 100)            | 14             | 34 недели               |
| Швейцария (Schweizer Hitparade)     | 9              | 11 недель               |
| Швеция (Sverigetopplistan)          | 22             | 2 недели                |

| Хит-парад (1989)                          | Позиция |
| ----------------------------------------- | ------- |
| Европа (Year-End European Top 100 Albums) | 65      |
| ФРГ (Jahrescharts Deutschland)            | 40      |

## Сертификации
| Регион | Сертификация | Продажи  |
| --- | ------------ | -------- |
| Австрия (IFPI Austria)                                                                                                   | Золотой      | 25 000*  |
| Германия (BVMI) | Золотой      | 250 000^ |
| Франция (SNEP) | Платиновый   | 300 000* |
| Швейцария (IFPI Switzerland)                                                                                             | Платиновый   | 50 000^  |
| Швеция (GLF) | Платиновый   | 100 000^ |
| * Данные о продажах приведены только на основе сертификации. ^ Данные о тиражах приведены только на основе сертификации. |              |          |